# Lionel Jeffries
Lionel Charles Jeffries (Forest Hill, 10 juni 1926 – Poole, 19 februari 2010) was een Engels acteur, scenarioschrijver en regisseur.

## Levensloop
Na gediend te hebben in de Tweede Wereldoorlog volgde Jeffries een opleiding aan de prestigieuze toneelschool RADA. Hij maakte in 1949 zijn toneeldebuut in het voormalige Westminster Theatre in Londen en vertolkte rollen in verscheidene Britse televisieproducties van het eerste uur. Jeffries bouwde een succesvolle carrière op in de Britse speelfilmbranche. Omdat hij vroeg kaal was, speelde hij dikwijls personages die ouder waren dan hijzelf. Zo speelde hij de vader van Caractacus Potts (vertolkt door Dick Van Dyke) in de film Chitty Chitty Bang Bang (1968) hoewel hij zes maanden jonger was dan Van Dyke. Jeffries' acteercarrière bereikte een hoogtepunt in de jaren 60, toen hij de hoofdrol kreeg in films zoals Two-Way Stretch (1960), The Trials of Oscar Wilde (1960), First Men in the Moon (1964) en Camelot (1967).
In de jaren 70 legde Jeffries zich toe op het schrijven en regisseren van familiefilms, waaronder The Railway Children uit 1970 (een beroemde filmadaptatie van E Nesbits gelijknamige roman) en The Amazing Mr. Blunden (1972), gebaseerd op Antonia Barbers roman The Ghosts. Jeffries had een afkeer van televisie, een medium dat hij vele jaren meed. Pas in de jaren 80 verscheen hij op het scherm, onder meer in de politieserie Inspector Morse.

## Filmografie (selectie)

### Als acteur
- Stage Fright (1950)
- Will Any Gentleman...? (1953)
- The Black Rider (1958)
- Windfall (1955)
- The Colditz Story (1955)
- The Quatermass Xperiment (1955)
- No Smoking (1955)
- The Colditz Story (1955)
- All for Mary (1955)
- Bhowani Junction (1956)
- Jumping for Joy (1956)
- Up in the World (1956)
- The Baby and the Battleship (1956)
- Eyewitness (1956)
- Lust for Life (1957)
- High Terrace (1956)
- Hour of Decision (1957)
- Doctor at Large (1957)
- The Vicious Circle (1957)
- The Man in the Sky (1957)
- Blue Murder at St Trinian's (1957)
- Barnacle Bill (1957)
- Behind the Mask (1958)
- Girls at Sea (1958)
- The Revenge of Frankenstien (1958)
- Dunkirk (1958)
- Up the Creek (1958)
- Further up the Creek (1958)
- Orders to Kill (1958)
- Nowhere to Go (1958)
- Law and Disorder (1958)
- The Nun's Story (1959)
- Please Turn Over (1959)
- Bobbkins (1959)
- Idle on Parade (1959)
- Jazz Boat (1960)
- Life is a Circus (1960)
- Let's Get Married (1960)
- Two-Way Stretch (1960)
- Tarzan the Magnificent (1960)
- The Trials of Oscar Wilde (1960)
- The Hellions (1961)
- Fanny (1961)
- Mrs. Gibbon's Boys (1962)
- Operation Snatch (1962)
- The Notorious Landlady (1962)
- Kill or Cure (1962)
- The Wrong Arm of the Law (1963)
- The Scarlet Blade (1963)
- Call me Bwana (1963)
- Murder Ahoy! (1964)
- The Long Ships (1964)
- The Truth About Spring (1964)
- First Men in the Moon (1964)
- You Must Be Joking! (1965)
- The Secret of My Success (1965)
- The Spy with a Cold Nose (1966)
- Drop Dead Darling (1966)
- Rocket to the Moon (1967)
- Camelot (1967)
- Chitty Chitty Bang Bang (1968)
- 12 + 1 (1969)
- Twinky (1969)
- Eyewitness (1970)
- Whoever Slew Auntie Roo? (1971)
- What Changed Charley Farthing? (1974)
- Royal Flash (1975)
- The Prisoner of Zenda (1979)
- Better Late Than Never (1982)
- A Chorus of Disapproval (1988)
- Abel's Island (1988)

### Als schrijver en regisseur
- The Railway Children (1970)
- Baxter! (1972)
- The Amazing Mr. Blunden (1972)
- Wombling Free (1977)
- The Water Babies (1978)